# Антон Дрекслер
Антон Дрекслер (на немски: Anton Drexler, 13 юни 1884 – 24 февруари 1942) е германски крайнодесен политик, който основава на 5 януари 1919 г. антисемитската Германска работническа партия (Deutsche Arbeiterpartei – DAP), която по-късно се преобразува в Националсоциалистическа германска работническа партия (Nationalsozialistische Deutsche Arbeiterpartei – NSDAP). Дрекслер служи като наставник на Адолф Хитлер през ранните му години в политиката. Хитлер го наследява като председател на партията през 1921 г.

## Биография

### Произход
Роден е в Мюнхен. Дрекслер е машинен монтьор, преди да стане шлосер в Берлин. Той се присъединява към Германска отечествена партия по време на Първата световна война.

### Политическа дейност

#### Ранно участие
През март 1918 г. Дрекслер основава клон на Съюза на свободен работнически комитет за добър мир (Der Freie Arbeiterausschuss für einen guten Frieden). Карл Харер, журналист и член на Общество Туле, убеждава Дрекслер и няколко други да формират Политическия работнически кръг (Politischer Arbeiter-Zirkel) през 1918 г. Членовете се срещат периодично за дискусии с теми на национализма и антисемитизма.

#### Основаване на ДАП
Заедно с Харер, Готфрид Федер и Дитрих Екарт, основава Германска работническа партия (ДАП) в Мюнхен на 5 януари 1919 г.
На среща на ДАП в Мюнхен през септември 1919 г. главният говорител е Готфрид Федер. Когато той приключва, Адолф Хитлер се включва в разгорещен политически дебат с един посетител – професор Бауман, който оспорва стабилността на аргументите на Федер срещу капитализма и предлага Бавария да се отдели от Прусия и да създаде нова южно-германска нация с Австрия. Като атакува яростно аргументите на човека, Хитлер създава впечатление на другите членове на партията със своите ораторски умения и според него професорът напуска залата, признавайки поражението си. Дрекслер се приближава до Хитлер и му дава копие от брошурата „Моето политическо пробуждане“, съдържащо антисемитски, националистически, антикапиталистически и антимарксистки идеи. Хитлер твърди, че литературата отразява идеалите, в които вече вярва. Впечатлен от Хитлер, Дрекслер го насърчава да се присъедини към ДАП. По нареждане на началниците на армията Хитлер кандидатства за присъединяване към партията.
Вече приет, Хитлер започва да прави партията по-публична и организира най-голямата си реч пред 2000 души, на 24 февруари 1920 г. в „Хофберхаус“ в Мюнхен. В тази реч Хитлер за пръв път обяснява 25-те точки от манифеста на Германската работническа партия, чиито автори са Дрекслер и Федер. Чрез тези точки той дава на организацията много по-смела стратегия с ясна външна политика, включително отмяна на Версайския договор, Велика Германия, Източна експанзия, изключване на евреите от гражданство. В същия ден партията се преименува на Националсоциалистическа германска работническа партия (НСДАП) (Nationalsozialistische Deutsche Arbeiterpartei). Значението на този конкретен ход кара Карл Харер да се откаже от партията в несъгласие.
След спор за междупартийни избори Хитлер яростно подава оставката си на 11 юли 1921 г. Членовете на комисията осъзнават, че оставката на водещата им публична личност и говорител би означавала край на партията. Хитлер заявява, че ще се присъедини при условие, че ще замени Дрекслер като председател на партията и че партийните щабове ще останат в Мюнхен. Комитетът се съгласява и той се присъединява към партията като член 3680. След това Дрекслер заема чисто символичната позиция на почетен председател и напуска партията през 1923 г.

#### След 1923 година
Дрекслер също е член на политически клуб на Мюнхенското общество, известен като Общество Туле. Неговото членство в нацистката партия завършва, когато клубът е временно забранен през 1923 г., след неуспешния Бирен пуч, въпреки че Дрекслер не участва в опита за преврат. През 1924 г. е избран за баварския Ландтаг от друга партия, в която той е заместник-председател до 1928 г. Той не играе никаква роля във възстановяването на нацистката партия през 1925 г. и се присъединява отново, едва след като Хитлер се издига до властта през 1933 г. Дрекслер получава Кръвен орден през 1934 г. и е използван като пропаганден инструмент едва през 1937 г., но никога не му е позволено да има легитимна власт в партията.
Умира в Мюнхен през 1942 г.